# Dinisia Reis Embaló
Pour les articles homonymes, voir Embaló.
Dinisia Reis Embaló est une femme politique bissau-guinéenne.
Elle est la compagne du président de la République de Guinée-Bissau, Umaro Sissoco Embaló.

## Première dame de Guinée-Bissau
À la suite de l'élection présidentielle bissau-guinéenne de 2019, elle devient de facto « Première dame » de la Guinée-Bissau. Membre de l'Organisation des premières dames d'Afrique contre le VIH/SIDA (OAFLA). En aout 2020, Dinisia fait don de deux ambulances à l'hôpital national Simão Mendes (HNSM). En août 2021, Dinisia a participer au mariage de Yusuf Buhari en présence de plusieurs d'autres première dame.
Le 18 août 2022, le président de la république du Portugal a reçu, au Palais national de Belém, le couple présidentiel Dinisia Reis et Umaro Sissoco Embaló. En septembre 2022, elle assiste au coté de son époux à la 72e Assemblée générale des Nations unies à new york et en mai 2023 a l'investiture du président turque Recep Tayyip Erdoğan.